# Arquitectura de la información

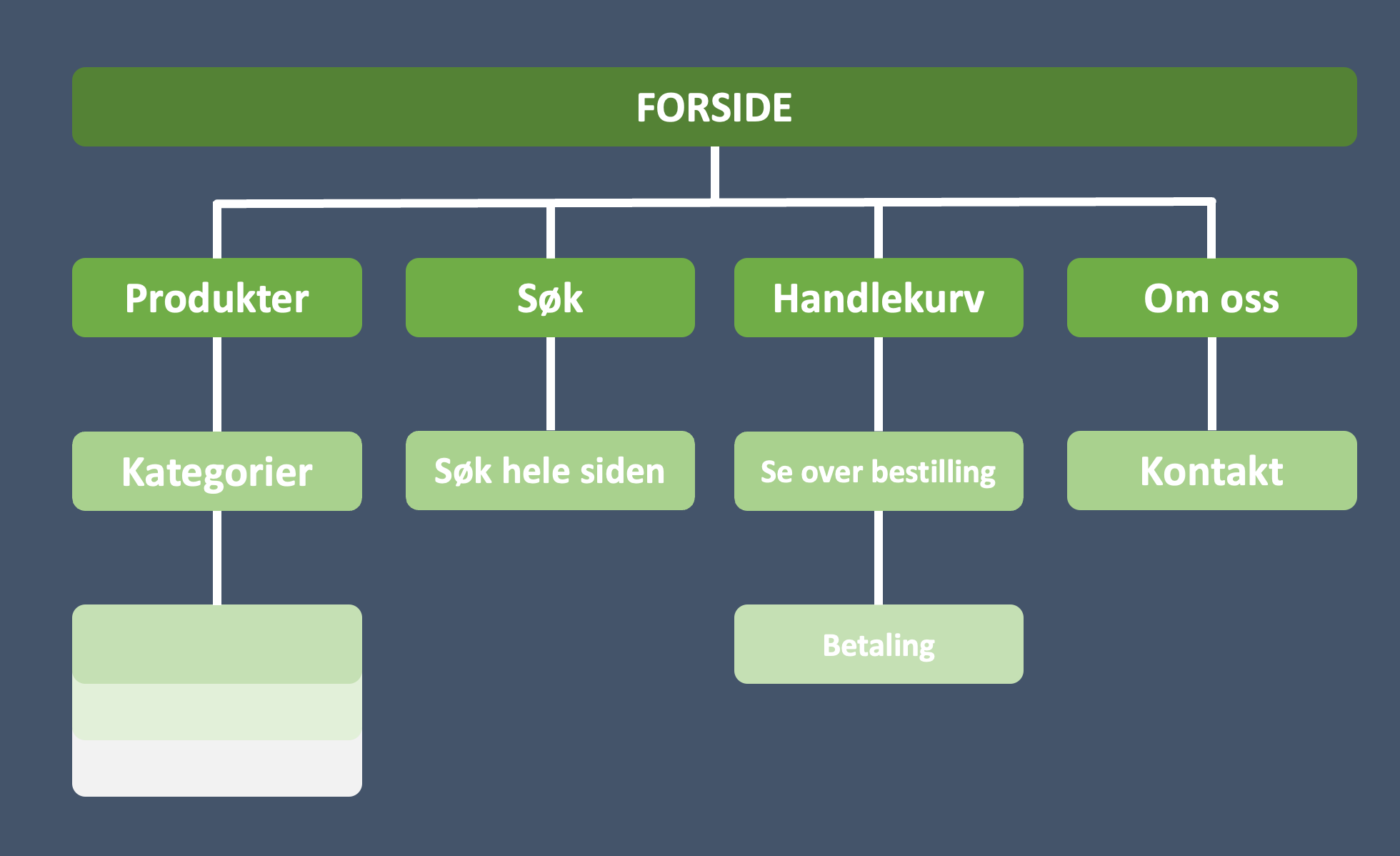
La arquitectura de la información

La arquitectura de la información (AI) es la disciplina y arte encargada del estudio, análisis, organización, disposición y estructuración de la información en espacios de información, y de la selección y presentación de los datos en los sistemas de información interactivos y no interactivos.
En relación con la World Wide Web, el Information Architecture Institute Archivado el 24 de diciembre de 2013 en Wayback Machine. define la «arquitectura de la información» como:
- 1. El diseño estructural en entornos de información compartida.
- 2. El arte y la ciencia de organizar y rotular sitios web, intranets, comunidades en línea y software para promover la usabilidad y la «encontrabilidad» (Findability: la característica de poder ser encontrado a través de las búsquedas en Internet).
- 3. Una comunidad emergente orientada a aplicar al entorno digital los principios del diseño y la arquitectura.

La arquitectura de la información trata indistintamente del diseño de: sitios web, interfaces de dispositivos móviles o gadgets (como los lectores de mp3), CD interactivos, videoclips digitales, relojes, tableros de instrumentos de aviones de combate o civiles, interfaces de máquinas dispensadoras, interfaces de juegos electrónicos, etcétera (Laverde, A. 2005).
Su principal objetivo es facilitar al máximo los procesos de comprensión y asimilación de la información, así como las tareas que ejecutan los usuarios en un espacio de información definido.

## Origen del término «arquitectura de la información»
El término arquitectura se comienza a usar en el contexto computacional por la empresa IBM alrededor del año 1959. Posteriormente, en el año 1962, Frederick P. Brook escribió en su libro  Planning a Computer System: Project Stretch que "la arquitectura de computadora, como la otra arquitectura, es el arte de determinar las necesidades de los usuarios de una organización y luego diseñar para satisfacer esas necesidades tan eficientemente como sea posible dentro de condiciones económicas y tecnológicas". El término «arquitectura de la información»  empieza a utilizarse por primera vez tras la definición que hace Richard Saul Wurman (fundador de TED Conferences) en 1975, en su libro Information Arquitects, publicado en 1976. No obstante, hay que esperar hasta 1970 para la creación como tal de una arquitectura de la información. En ese año, Xerox reunió a un grupo de científicos del ámbito de las ciencias de la información (bibliotecología exactamente) y las ciencias naturales a los que encargó esa tarea.
En 1976, Richard Saul Wurman decidió usar «arquitectura de la información» como nombre del tema central de la conferencia del Instituto Americano de Arquitectos (AIA). Como menciona R. E. Wyllys, no deja de ser una curiosa coincidencia histórica que este evento se organizase justo cien años después del primer encuentro de la American Library Association.
Wurman, arquitecto de profesión, estaba interesado en la clase de interacción que se producía entre las personas y su ámbito urbano, y en el tipo de medios que podían ayudar a transmitir la información de estos entornos a los profesionales de la arquitectura, ingenieros, turistas y a los ciudadanos en general. Era una concepción más próxima al mundo del diseño gráfico, a la visualización de información, a la planificación urbana y a la capacidad de orientarse en entornos urbanos que al medio digital.
En 1996, Wurman publicó su libro Information Architects, en el que aportaba tres someras definiciones de su concepto de arquitectura de la información. Sin embargo, no fue hasta 1998 cuando Louis Rosenfeld y Peter Morville (másteres en bibliotecología y fundadores de Argus-Inc) publicaron su famoso libro Information Architecture for the World Wide Web (también conocido como el "Libro del Oso Polar"), en el que adoptaron el término extrapolándolo al ámbito del diseño de sitios web y sistematizaron por primera vez los principios de la emergente disciplina.
En 1999, en una entrevista con la revista Design Matters, Wurman reclamó que "diariamente me doy cuenta de que la gente la usa en sus tarjetas de presentación, en sus escritorios, en Internet, en sus páginas web. Y, por supuesto, no saben de dónde salió".

## Arquitectura de la información como proceso
La arquitectura de la información es un proceso iterativo, transversal que se da a lo largo de todo el diseño del sitio y en cada una de sus fases para asegurarse de que los objetivos de su producción y del desarrollo de la interfaz se cumplen de manera efectiva.
La arquitectura de la información como disciplina no busca definir una metodología de diseño universal, sino articular un conjunto de técnicas para ayudar al desarrollo y producción de espacios de información como los sitios web.
Con el fin de que la asimilación de contenidos por parte del usuario sea eficiente y efectiva, y para que el sitio sea accesible y usable, la arquitectura de la información como proceso en general se encarga, durante el desarrollo, de definir:
- El objeto, propósito y fines del sistema de información o sitio.
- La definición del público objetivo y los estudios de la audiencia.
- La realización de análisis competitivos.
- El diseño de la interacción.
- El diseño de la navegación, esquemas de organización y facetación de los contenidos.
- El etiquetado o rotulado de los contenidos para acceder a la información.
- La planificación, gestión y desarrollo de contenidos.
- La facilidad de búsqueda y el diseño de la interfaz de búsqueda.
- La usabilidad.
- La accesibilidad.
- La retroalimentación del resultado y los procesos de «reingeniería» del sitio.

## Entregables del arquitecto de la información
Normalmente, el trabajo de los arquitectos de la información se concreta en la generación de un conjunto de materiales entregables (del inglés deliverables) en los que se plasma de forma efectiva la estructura del espacio de información, el diseño de la interacción del usuario con el sistema y el funcionamiento de la interfaz. Estos materiales tienen la doble finalidad de servir como material que se suministrará:
- A los clientes como resultado del proceso de diseño o «reingeniería» del sitio llevado a cabo durante la fase de análisis, definición y desarrollo del proyecto.
- A los diseñadores gráficos como material de base para la producción de maquetas gráficas que utilizarán los maquetadores para la elaboración de las plantillas en las que se basarán todas las páginas del sitio web.
- A los ingenieros informáticos para ayudar a desarrollar la parte de procesamiento y lógica del sitio.

## Arquitectura de la información como abstracción
La arquitectura de la información no trata del establecimiento de un conjunto de pasos o guías predefinidas, sino del diseño inteligente que subyace detrás de una interfaz o espacio de información. Trata de maximizar las sinergias que se producen entre interactividad, navegación y contenido con el objetivo de alcanzar una integración sistémica con el cerebro del usuario y lograr un fenómeno de persuasión, conocimiento o información simbiótica que se traspasa de un sistema de información a otro.
De esta forma, las acciones de «buscabilidad», «encontrabilidad» y «recuperabilidad» de los contenidos se realizan en un contexto óptimo en ambos aspectos del sistema de información (interfaz y usuario), que al interactuar dan inicio a un proceso de comunicación que los enriquece mutuamente. Por un lado, la interfaz cumple con su objetivo y puede ser mejorada y, por otro, el usuario encuentra lo que busca, lo asimila con facilidad y lo utiliza.

## El arquitecto de la información
Es la persona encargada de llevar a cabo y verificar el proceso de diseño del sitio. Además, trabaja estrechamente con los diseñadores gráficos y los responsables de la parte de procesamiento y lógica (back-end) para definirla. Está integrado en un equipo y sus tareas abarcan desde la fundamentación del proyecto hasta el rediseño, verificación y testado del producto durante todas las fases de desarrollo.
La A.I. Archivado el 3 de junio de 2020 en Wayback Machine. es una nueva profesión que surge en 1996 a raíz de la evolución y transformación de la World Wide Web en un canal y medio de comunicación. Su aparición en un contexto social, cultural, económico y político está fuertemente condicionada por las «nuevas tecnologías de la información», tecnologías que han modificado bruscamente y en todos los niveles las formas de comunicación entre los seres humanos, así como la manera en que perciben y asimilan información.
Estos avances en telecomunicaciones, ciencia y tecnología han producido en general una cantidad ingente de conocimiento, de nuevos conceptos, ideas, métodos, procesos, visiones, problemas y soluciones sobre los que interviene la arquitectura de la información, que concretamente busca:
- Procesar y dosificar la enorme cantidad de información que se ha producido a causa de los descubrimientos y nuevas investigaciones en todos los nuevos campos surgidos, a su vez, a causa de la revolución de Internet, así como ponerla a disposición del usuario común de una manera clara, relevante y significativa. Se trata, entre otras cosas, de hacer comprensible lo abstracto.

- Desarrollar y verificar procesos de producción o diseño de información con el fin de que el usuario pueda recuperar la información de un determinado espacio de manera clara, precisa y sin ambigüedades en cualquier plataforma o soporte. En concreto, se refiere a soportes multimedia e interactivos, aunque, retomando a Shedroff, en la práctica no debemos omitir ningún soporte por plano que este sea y hablar de experiencias de usuario.

- Organizar, estructurar, sistematizar (Tufte), rotular, distribuir y diseñar estructuralmente sistemas de información (Baeza, Rivera, Velasco, 2003) con el fin de que el usuario pueda hacer de su experiencia de recuperación algo simple, agradable, eficaz y productivo.

## La experiencia de usuario
Se entiende por «experiencia de usuario» el conjunto de factores y elementos que determinan la interacción satisfactoria del usuario con un entorno o dispositivo concretos que sean capaces de generar en él un conjunto de emociones positivas sobre el medio y su uso.
En la experiencia de usuario intervienen la arquitectura de la información, el diseño de interacción, la usabilidad, la accesibilidad, el diseño gráfico, la estética, la psicología cognitiva, y la extrapolación de principios del mundo de la mercadotecnia, entre otras disciplinas. Nathan Shedroff extiende el concepto de experiencia del usuario más allá de la Web en su teoría unificada del diseño, que está articulada en torno a los conceptos clave de diseño de información, percepción e interactividad.
La arquitectura de la información es una parte específica del marco global más amplio que es la experiencia de usuario.

## Autores y bibliografía
- Richard Saul Wurman (creador del concepto "Arquitectura de Información")
- Louis Rosenfeld y Peter Morville (AI) (los primeros divulgadores, autores del libro que da origen a la disciplina)
- Donald Norman (precursor en estudios sobre Interacción Hombre-Ordenador)
- Edward Tufte (pionero y referente mundial en Diseño de Información)
- Nathan Shedroff (en su visión del Diseño de Información ofrece una perspectiva unificadora de las disciplicinas del ámbito)
- Jesse James Garrett (articula por vez primera el concepto de Experiencia de usuario)
- Jeff Raskin
- Jakob Nielsen (el más reconocido experto a nivel mundial en materia de Usabilidad y precursor de buena parte de los principios de la Arquitectura de la Información)